# Simachi
Simachi (biał. Сімахі; ros. Симохи, Simochi, pol. hist. Simachy) – wieś na Białorusi, w obwodzie witebskim, w rejonie orszańskim, w sielsowiecie Wysokaje, nad jeziorem Dziewinskaje.

## Historia
W XIX i w początkach XX w. położone były w Rosji, w guberni mohylewskiej, w powiecie orszańskim, w gminie Wysokie. Następnie w granicach Związku Sowieckiego. Od 1991 w niepodległej Białorusi.